# Tengrisaurus
Tengrisaurus starkovi
Genre
Espèce
Tengrisaurus est un genre fossile de dinosaures sauropodes titanosaures, découvert dans la formation géologique de Murtoi, en Russie. Cette formation date du Crétacé inférieur (Barrémien-Aptien), soit il y a environ entre 125,77 et 113,2 millions d'années.
Une seule espèce est rattachée au genre, Tengrisaurus starkovi. Elle a été décrite en 2017 par Alexander O. Averianov (d) et Pavel Skutschas (d). 

## Description
Tengrisaurus starkovi a été décrit uniquement à partir de trois vertèbres caudales.